# Município de Rome (condado de Athens, Ohio)
O município de Rome (em inglês: Rome Township) é um município localizado no condado de Athens no estado estadounidense de Ohio. No ano de 2010 tinha uma população de 1.320 habitantes e uma densidade populacional de 13,75 pessoas por km².

## Geografia
O município de Rome encontra-se localizado nas coordenadas 39° 18′ 59″ N, 81° 54′ 34″ O. Segundo a Departamento do Censo dos Estados Unidos, o município tem uma superfície total de 95.98 km², da qual 94,6 km² correspondem a terra firme e (1,44 %) 1,38 km² é água.

## Demografia
Segundo o censo de 2010, tinha 1.320 habitantes residindo no município de Rome. A densidade populacional era de 13,75 hab./km². Dos 1.320 habitantes, o município de Rome estava composto pelo 89,47 % brancos, o 4,55 % eram afroamericanos, o 1,36 % eram amerindios, o 0,15 % eram asiáticos, o 0,3 % eram de outras raças e o 4,17 % eram de uma mistura de raças. Do total da população o 1,06 % eram hispanos ou latinos de qualquer raça.